# Ibanez SZ
Ibanez SZ es una serie de guitarras eléctricas modernas sólidas de seis cuerdas, distribuida por la compañía japonesa Ibanez, y es una rama que parte de la familia Ibanez S. Los modelos SZ presentan un cuerpo de caoba, al igual que las líneas S. Los SZ tienen una escala de 25,1" pulgadas. A diferencia de otras guitarras eléctricas de los modelos S, SA y SV, SZ tiene un solo interruptor de 3 vías para sus configuraciones Humbucker, mientras que cada pastilla cuenta con una perilla de volumen individual, también hay una perilla de tono principal.
Estuvo en circulación desde el 2003 al 2012, aunque la serie fue gradualmente descontinuada en 2008 para dar lugar a su sucesora, la SZR. La subserie GSZ (de la serie GIO) eran los modelos de bajo coste de la serie SZ.
El exguitarrista de Megadeth, Marty Friedman es uno de los músicos más conocidos que utilizan SZ, existiendo una línea de estas autografíadas por el músico.

## Modelos y colores

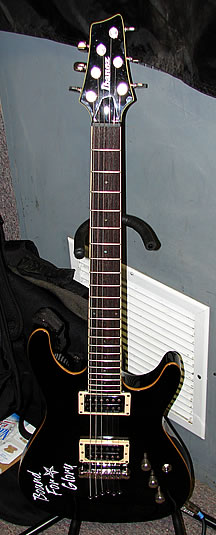
Ibanez SZ320 en BK (Black, negro).

Ibanez SZ ofrecía trece modelos: 
| Año       | Modelo   | Colores |
| --------- | -------- | --- |
| 2003-07   | SZ520QM  | 2003-06: GAB (Gold Amber Burst) 2003-05: BBL (Bright Blue) 2004-05: BB (Blackberry) 2005-07: TGR (Transparent Green) 2005-06: TP (Transparent Purple) 2005: TKS (Transparent Black Sunburst) 2006-07: LBT (Lapis Blue Burst) 2006-07: VCB (Vintage Cherry Burst) |
| 2003-06   | SZ320    | BK (Black, negro) 2004-05: MBK (Metallic Black) 2005-06: BS (Brown Sunburst) 2005: GD (Gold, oro) |
| 2004-2012 | SZ320MH  | 2004-05: WBR (Weathered Brown) 2006-2012: DRF (Dark Red Stained Flat) |
| 2004-07   | SZ720FM  | TG (Transparent Gray) 2006-07: BBS (Blackberry Sunburst) 2006-07: DAS (Dark Amber Sunburst) |
| 2004-05   | SZ520QML | GAB |
| 2004      | SZ1220   | TKF (Transparent Black Flat) |
| 2005      | SZ2020FM | TKF |
| 2006-2012 | SZ520FM  | DAS DRS (Dark Red Sunburst) TKS |
| 2006-2012 | SZ520CT  | BK |
| 2006      | SZ20066  | BBK (Biker's Black) |
| 2006      | SZ4020FM | NTF (Natural Flat) TKF |
| 2007      | SZ4020FM | CKF (Charcoal Black Flat) |
| 2007      | SZ2020EX | BKF (Black Flat) |
| 2007      | SZ320EX  | BK WH (White, blanco) |